# Moli
Moli (en népalais : मोली) est un comité de développement villageois du Népal situé dans le district d'Okhaldhunga. Au recensement de 2011, il comptait 1 901 habitants.